# 言靈少女
言靈少女（日语：言霊少女）是日本唱片公司Avex trax在2019年10月成立的虛擬饒舌音樂組合，其成員由四位虛擬女高中生YouTuber組成，並於2020年1月11日推出網路動畫《言靈少女 the Animation -Microphone soul spinners-》。2021年3月15日，過靈少女官方推特發布消息，因營運等諸多問題，言靈少女將暫停活動，但會保留過往作品。3月31日，向田萊姆、與謝野詩歌、薇倫紐芙千愛梨及大江吹雪停止個人及團體活動。而川端向日葵大江伊吹自4月1日開始其個人活動。

## 成員及介紹
Microphone Soul Spinners
向田萊姆（向田 らいむ） 
配音：齋藤亞里菜
生日：5月24日   
身高：157cm
聖希耶拉爾基學園（聖ヒエラルキー学園）的二年級學生。Microphone Soul Spinners的隊長。喜歡牛舌、棉花糖以及收集毛絨娃娃。
不管是外貌還是內心都待人真誠個性可愛，在四人之中萊姆的個性是最軟的，但在Rap Battle（饒舌對決）時，個性會變一個人。 萊姆在動畫中透露出的強項，就是擅長用日常的詞彙巧妙用在歌唱上，在他的歌詞上不會看出太強烈或極端的詞彙，但就算如此他很能唱這點無可厚非。  與其說他軟弱，某方面來說是最有毅力的，在動畫中各位能時不時看見萊姆不熟練的帶領夥伴，雖然看似很不擅長領導，但在戰前心理喊話非常有一套，完全對得起隊長這個位置。
初配信自我介紹：萊姆就讀聖階級學園，喜歡和朋友逛街、吃飯，而且很喜歡唱歌跟跳舞，目前從來沒有做過說唱，但我正在努力開花結果，會用盡全力加油的！
討厭什麼：昆蟲、不擅長料理及社交
與自己和動物做對比：像小鹿一樣，小鹿的警戒心很強，對上陌生人有些害怕
特技：擅長查看氣氛，但就算如此有時還是無法掌握
與謝野詩歌
配音：田上真里奈（日本）
身高：154cm
聖希耶拉爾基學園的一年級學生，俳句部成員。據本人所說，她是與謝野晶子的後裔。雖然家族都熱愛短歌，但她卻以俳句偶像為目標。
川端向日葵
配音：鹽出美彩希（日本）
身高：162cm
聖希耶拉爾基學園的三年級學生。為了成為藝人而來到東京。由於出席天數不足而留級一年。性格消極，會用關西方言吐槽。
薇倫紐芙·千愛梨
配音：天野萌（日本）
身高：145cm
聖希耶拉爾基學園的三年級學生，日加混血兒，以及前Prism女子成員。平時性格強勢，語氣強硬，但其實內心脆弱，而且很在意自己的身高。

RabbyTwins
大江伊吹
配音：森友莉世（日本）
身高：158cm
吹雪的雙胞胎姐姐，動畫研究部成員。主修聲優。喜歡壽司，特別喜歡鮭魚。
大江吹雪
配音：蒔田つぐみ（日本）
身高：158cm
伊吹的雙胞胎妹妹，動畫研究部成員。主修聲優。喜歡甜食，特別喜歡紅豆湯。

## 網路動畫

### 登場角色
向田萊姆
配音：齋藤亞里菜（日本）
與謝野詩歌
配音：田上真里奈（日本）
川端向日葵
配音：鹽出美彩希（日本）
薇倫紐芙·千愛梨
配音：天野萌（日本）
大江伊吹
配音：森友莉世（日本）
大江吹雪
配音：蒔田つぐみ（日本）
階級牛
配音：德井青空（日本）
在第5話登場。

### 製作人員
- 原作：言靈少女Project
- 企劃：勝股英夫（日语：勝股英夫）
- 導演：筧昌也
- 編劇：大野敏哉
- 人物設定：安田典生
- CG指導：鄧小輝
- 動作捕捉指導：篠原貴英
- 臉部捕捉指導：栗田泰成
- 技術指導：三鬼健也
- 編集：市田俊介
- 音響監督：淺田將助
- 音響製作：1991
- 製作人：松村一人
- 動畫製作人：美濃一彥
- 動畫製作：東映Zukun研究所
- 製作：言靈少女Project

### 主題曲
片頭曲
「Microphone soul spinners!」
作詞：柿本論理、Plasma，作曲、編曲：柿本論理，主唱：Microphone Soul Spinners

## 外部連結
- 言靈少女企劃官方網站 （页面存档备份，存于）
- 言靈少女企劃官方的X（前Twitter）
- 向田萊姆的X（前Twitter）
- 與謝野詩歌的X（前Twitter）
- 川端向日葵的X（前Twitter）
- 薇倫紐芙·千愛梨的X（前Twitter）
- 大江伊吹的X（前Twitter）
- 大江吹雪的X（前Twitter）
- YouTube上的言靈少女企劃官方頻道